# Simona Tabasco
Pour les articles homonymes, voir Tabasco.
Simona Tabasco, née le 5 avril 1994 à Naples (Campanie), est une actrice italienne.

## Biographie
Simona Tabasco naît à Naples, dans la région de la Campanie en 1994. Après sa majorité, elle suit les cours du Centro sperimentale di cinematografia à Rome.

## Carrière
Elle débute avec un rôle régulier dans la deuxième saison de la série italienne Fuoriclasse diffusée en 2014. Elle tient ensuite l'un des rôles principaux du film néo-noir Perez. d'Edoardo De Angelis aux côtés de Luca Zingaretti et de Marco D'Amore. Pour ce premier rôle au cinéma, elle obtient le prix Guglielmo Biraghi.
Elle participe en 2015 à la troisième saison de la série Furioclasse puis apparaît dans la série È arrivata la felicità. En 2016, elle joue dans la comédie I babysitter de Giovanni Bognetti, le remake italien de la comédie française Babysitting de Philippe Lacheau et Nicolas Benamou. La même année, elle prend part aux six épisodes de la série policière I bastardi di Pizzofalcone de Carlo Carlei réalisée d'après l’œuvre de l'écrivain Maurizio De Giovanni.
En 2020, elle joue le rôle d'une interne en médecine dans la série médicale Doc.
En 2021, elle joue le rôle principal de Nora, dans la série Netflix Luna Park.
En 2022, elle joue le rôle principal de Lucia, dans la série télévisée d'HBO The White Lotus.

## Filmographie

### Cinéma
- 2014 : Perez. d'Edoardo De Angelis : Tea Perez
- 2016 : I babysitter de Giovanni Bognetti : Sonia
- 2018 : Bob & Marys : Ursula
- 2020 : Lacci : Fattorina, la livreuse
- 2024 : Immaculée de Michael Mohan : Sœur Gwen

### Télévision

#### Séries télévisées
- 2014–2015: Fuoriclasse : Aida Merlissi (15 épisodes)
- 2015 : È arrivata la felicità : Nunzia (18 épisodes)
- 2017–2018 : I bastardi di Pizzofalcone (it) : Alex Di Nardo (12 épisodes)
- 2020 : Doc : Elisa Russo (16 épisodes)
- 2021 : Luna Park : Nora  (6 épisodes)[2]
- 2022 : The White Lotus : Lucia (7 épisodes)

## Distinctions
- Prix Guglielmo Biraghi en 2015 pour Perez..